# 新潟県道11号柏崎小国線
新潟県道11号柏崎小国線（にいがたけんどう11ごう かしわざきおぐにせん）は、新潟県柏崎市から長岡市に至る県道（主要地方道）である。

## 概要
柏崎市街地東部の田塚から同市西長鳥、塚山峠、長岡市塚野山を経て、長岡市小国地域に至る。
柏崎市と長岡市小国地域の間には整備された国道291号が並行しており、また県道11号は峠や集落内などにおいて改良されていない区間が残る。
特に柏崎市西長鳥から長岡市塚野山に至る「塚山峠」は難所であり、とんど改良されないままの狭隘な峠道で、新潟県中越地震の際には土砂崩れ等を起こした箇所もある。
なお、長岡市千谷沢地内の一部区間は冬季間通行止となる。

### 路線データ
- 起点：柏崎市田塚字モハノ江（田塚交差点＝国道8号・新潟県道152号東柏崎停車場比角線交点）
- 終点：長岡市小国町武石字中川原（国道291号交点）

## 歴史
- 1993年（平成5年）5月11日 - 建設省から、県道柏崎小国線が柏崎小国線として主要地方道に指定される[1]。

## 路線状況

### 重複区間
- 新潟県道171号塚山小国線（長岡市塚野山 - 小国町武石）

## 地理

### 通過する自治体
- 柏崎市
- 長岡市

### 交差する道路
- 柏崎市

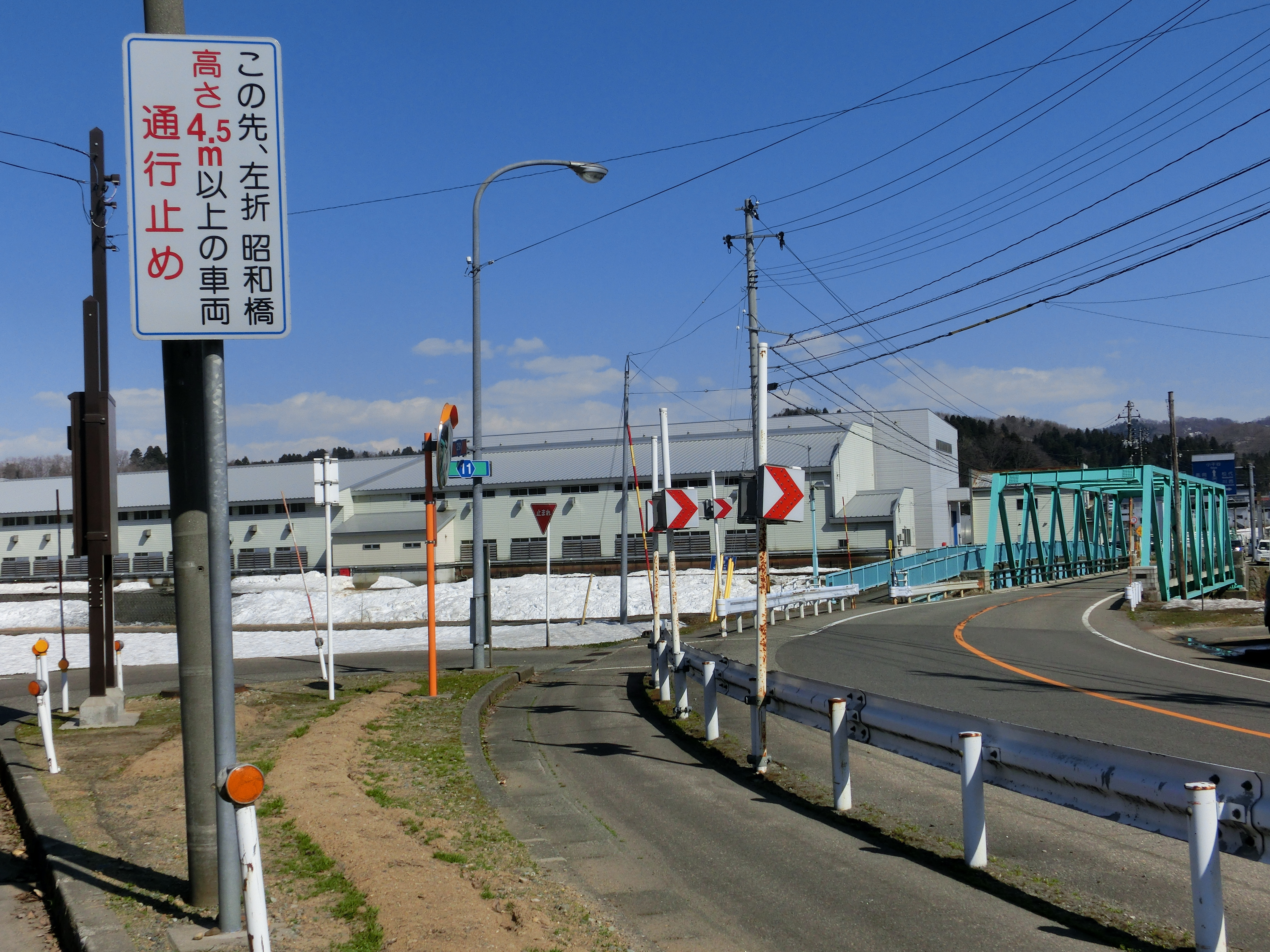
終点（国道291号交点）

  - 国道8号・新潟県道152号東柏崎停車場比角線（田塚交差点）
  - 新潟県道215号荒浜中田線（中田）
  - 新潟県道73号鯨波宮川線（中田交差点）
  - 新潟県道72号柏崎越路線（西長鳥交差点）
- 長岡市
  - 新潟県道171号塚山小国線（塚野山）
    - 塚野山で県道171号を介して国道404号に接続

  - 新潟県道171号塚山小国線（小国町武石字押切）
  - 国道291号（小国町武石）